# Абуладзе, Лери
Лери Абуладзе (род. 19 января 1999, Аджария) — грузинский борец греко-римского стиля, чемпион мира 2023 года, двукратный чемпион Европы, призёр чемпионатов мира и Европы, многократный победитель чемпионата Грузии по греко-римской борьбе в весовой категории до 63 кг. Участник и призёр чемпионатов по греко-римской борьбе среди юниоров.
В 2021 году на чемпионате мира, который проходил в октябре в норвежской столице, стал серебряным призёром в весовой категории до 63 кг. В финале уступил иранскому борцу Мейсаму Далхани.

## Достижения
- Чемпионат мира по борьбе до 23 лет (Белград, 2021)
- Чемпионат мира по борьбе (Осло, 2021);
- Чемпионат Европы по борьбе (Варшава, 2021);
- Чемпионат Грузии по греко-римской борьбе (Тбилиси, 2020);
- Чемпионат Грузии по греко-римской борьбе (Батуми, 2019);
- Чемпионат Грузии по греко-римской борьбе (2017);